# Carpenters Live at Budokan (1974)
Carpenters Live at Budokan is een muziekalbum van de Amerikaanse band The Carpenters. De opnamen dateren van 1974, Tokio, Budokan en zijn uitgebracht via het toenmalige platenlabel A&M Records.
Het album is alleen uitgebracht in Japan op video en laserdisc. Vanaf 2003 is ook een Dvd-versie te koop, maar alleen ook weer voor de Japanse markt (regiocode 2).  Zelfs bij de grote interwinkel Amazon.com wordt dit album alleen bij Amazon.jp.co vermeld. Het album verschilt van Carpenters Live in Japan.

## Tracks
De volgende tracks staan op de laserdisc:
1. Prologue
2. Sound Check
3. Opening Medley - Superstar, Rainy Days & Mondays/Goodbye to Love
4. Top of the World
5. Help
6. Mr. Guder
7. (They Long to Be) Close to You
8. Jambalaya
9. Yesterday Once More
10. Oldies Medley - Little Honda/The End of the World/Da Doo Ron Ron/Leader of the Pack/Johnny #Angel/Book of Love/Johnny B. Goode
11. Sing
12. Sometimes
13. We've Only Just Begun
14. For All We Know

Sommige Dvd’s vermelden als jaar van optreden 1970 of 1972.